# حشره‌خوار هیلدگارد
 حشره‌خوار هیلدگارد (نام علمی: Crocidura hildegardeae) نام یک گونه از سرده حشره‌خوارهای دندان‌سفید است.